# Nunatak Minina
Nunatak Minina är en nunatak i Antarktis. Den ligger i Östantarktis. Australien gör anspråk på området. Toppen på Nunatak Minina är 1 891 meter över havet.
Terrängen runt Nunatak Minina är huvudsakligen en högslätt. Trakten är obefolkad. Det finns inga samhällen i närheten.